# Верховна Рада Молдавської РСР

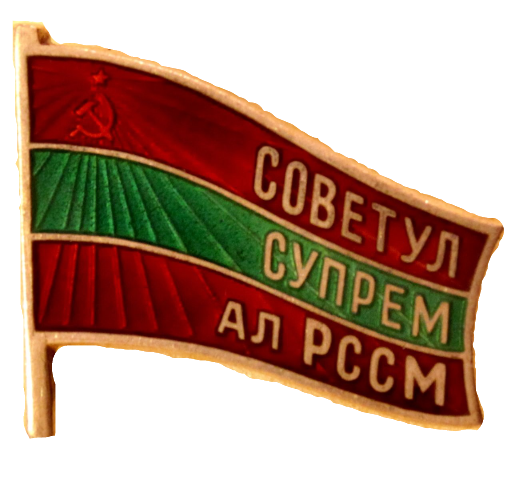
Значок депутата Верховної Ради Молдавської РСР

Верховна Рада Молдавської РСР (рум. Советул Супрем ал РСС Молдовенешть / Sovietul Suprem al RSS Moldovenești) — вищий орган державної влади Молдавської Радянської Соціалістичної Республіки, що діяв з лютого 1941 року по травень 1991 року.

## Скликання
| № скликання | Роки роботи |
| ----------- | ----------- |
| I           | 1941–1946   |
| II          | 1947–1950   |
| III         | 1951–1954   |
| IV          | 1955–1959   |
| V           | 1959–1962   |
| VI          | 1963–1966   |
| VII         | 1967–1970   |
| VIII        | 1971–1974   |
| IX          | 1975–1979   |
| X           | 1980–1984   |
| XI          | 1985–1989   |
| XII         | 1990–1991   |

## Голови Верховної Ради Молдавської РСР
| №  | Голова                       | Роки повноваження | Роки повноваження |
| №  | Голова                       | Початок           | Кінець            |
| -- | ---------------------------- | ----------------- | ----------------- |
| 1  | Салогор Микита Леонтійович   | 8 лютого 1941     | 13 травня 1947    |
| 2  | Радул Макар Михайлович       | 13 травня 1947    | 26 березня 1951   |
| 3  | Кожухар Семен Тимофійович    | 26 березня 1951   | 17 квітня 1959    |
| 4  | Вартичан Йосиф Костянтинович | 17 квітня 1959    | 3 квітня 1963     |
| 5  | Лупан Андрій Павлович        | 3 квітня 1963     | 11 квітня 1967    |
| 6  | Радауцан Сергій Іванович     | 11 квітня 1967    | 14 липня 1971     |
| 7  | Лазарев Артем Маркович       | 14 липня 1971     | 10 квітня 1980    |
| 8  | Боцу Павло Петрович          | 10 квітня 1980    | 29 березня 1985   |
| 9  | Лупашку Михайло Феодосійович | 29 березня 1985   | 12 липня 1986     |
| 10 | Чобану Іон Костянтинович     | 12 липня 1986     | 17 квітня 1990    |

## Голови Президії Молдавської РСР
| № | Голова                         | Роки повноваження | Роки повноваження |
| № | Голова                         | Початок           | Кінець            |
| - | ------------------------------ | ----------------- | ----------------- |
| 1 | Бровко Федір Григорович        | 10 лютого 1941    | 26 березня 1951   |
| 2 | Кодіца Іван Сергійович         | 28 березня 1951   | 3 квітня 1963     |
| 3 | Ілляшенко Кирило Федорович     | 3 квітня 1963     | 10 квітня 1980    |
| 4 | Калін Іван Петрович            | 19 квітня 1980    | 24 грудня 1985    |
| 5 | Мокану Олександр Олександрович | 24 грудня 1985    | 29 липня 1989     |
| 6 | Снєгур Мірча Іванович          | 29 липня 1989     | 17 квітня 1990    |